# 替身演員
替身演員指在电影拍摄过程中，在某些场景中代替原演员进行表演的演员。多表现原演员不能或不愿完成的动作，如動作場面、演奏乐器、表演舞蹈等。除一般替身之外，还有裸体替身、手部替身和特技替身。由于职业性，替身演员面部一般不会展现给观众，或者一般不会清晰地出现。